# Graphina pauciloculata
Graphina pauciloculata är en lavart som beskrevs av Coppins & P. James. Graphina pauciloculata ingår i släktet Graphina och familjen Graphidaceae.   Inga underarter finns listade i Catalogue of Life.